# Sony Ericsson K750i
Sony Ericsson K750i — тридіапазонний мобільний телефон фірми Sony Ericsson корпусу типу «моноблок». До офіційного анонсу телефон був відомий під кодовою назвою Clara.
Телефон був випущений в 2005 році, став бестселером і дозволив компанії Sony Ericsson істотно зміцнити своє становище на ринку. 
На думку журналістів, які аналізують ринок мобільних телефонів, K750i був одним з найкращих продуктів свого часу і, можливо, найвдалішим продуктом Sony Ericsson за всю історію компанії. Асоціація Technical Image Press Association визнала Sony Ericsson K750i найкращим камерофоном 2005 року
K750i став першим масовим апаратом, вбудована фотокамера якого мала матрицю в 2 мегапікселі. Незважаючи на те, що апарат уже давно знято з виробництва, його камера вважається одним з еталонів у своєму класі. 
Як і для більшості моделей Sony Ericsson, випускалося три версії: K750a для ринку США, K750c для ринку КНР і K750i для інших ринків. Версії відрізнялися тільки робочими діапазонами частот.
Пізніше на базі K750 був розроблений апарат W800, що став першим представником музичної лінійки Sony Ericsson Walkman. Відмінності апаратів складаються виключно в прошивці та корпусі.
Існує також операторська версія D750i для мережі T-Mobile. D750i випускався в сріблясто-сірому корпусі. Інших відмінностей немає.

## Технічні характеристики
| Загальні характеристики                      | Загальні характеристики |
| -------------------------------------------- | --- |
| Діапазони частот                             | GSM 900, GSM 1800, GSM 1900 |
| Тип корпусу                                  | класичний |
| Конструкція                                  | джойстик |
| Антена                                       | вбудована |
| Вага                                         | 99 г |
| Розміри                                      | 100x46x21 мм |
| Дзвінки                                      | |
| Тип мелодій                                  | 40-голосова поліфонія, MP3-мелодії |
| Вібродзвінок                                 | Так |
| Редактор мелодій                             | Так |
| Зв'язок                                      | |
| Інтерфейси                                   | IrDA, USB, Bluetooth |
| Доступ в інтернет                            | WAP 2.0, GPRS, POP/SMTP-клієнт |
| Модем                                        | Так |
| Синхронізація з комп'ютером                  | Так |
| Повідомлення                                 | |
| Додаткові функції SMS                        | введення тексту зі словником, шаблони повідомлень, відправка SMS декільком адресатам                                                                                   |
| MMS                                          | Так |
| EMS                                          | Так |
| Інші функції                                 | |
| Гучний зв'язок (вбудований динамік)          | Так |
| Управління                                   | голосовий набір, голосове керування |
| Автодозвонювання                             | Так |
| Індикація часу розмови                       | Так |
| Режими кодування звуку HR, FR, EFR           | Так |
| Екран                                        | |
| Тип екрану                                   | кольоровий TFT екран, 262000 кольорів |
| Розмір зображення                            | число рядків — 7, 176*220 пікс. |
| Українізація                                 | Так |
| Мультимедійні можливості                     | |
| Вбудована фотокамера                         | 1632*1224 (2.0 млн пікс.), цифровий Zoom 4x, автофокус |
| Запис відеороликів                           | Так |
| Аудіо                                        | FM-радіоприймач, MP3-програвач |
| Диктофон                                     | є, запис в формат AMR |
| Ігри                                         | Так (підтримується 3D) |
| Java-додатки                                 | Так |
| Обсяг вбудованої пам'яті                     | 34 МБ |
| Обсяг оперативної пам'яті                    | 1 МБ |
| Тип карти пам'яті                            | Memory Stick Duo, Memory Stick PRO Duo |
| Живлення                                     | |
| Тип акумулятора                              | Li-polymer |
| Ємність акумулятора                          | 900 мАг |
| Час розмови                                  | 9:00 г: хв |
| Час очікування                               | 400:00 г: хв |
| Записник та органайзер                       | |
| Записник у пристрої                          | 510 номерів |
| Пошук у книжці                               | Так |
| Обмін між SIM-картою та внутрішньою пам'яттю | Так |
| Швидке набирання                             | 8 номерів |
| Органайзер                                   | будильник, калькулятор, планувальник завдань, таймер, секундомір |
| Додаткова інформація                         | |
| Комплектація                                 | телефон, акумулятор, зарядний пристрій, портативна гарнітура, інтерфейсний кабель, карта пам'яті 64Mb, диск ПЗ, інструкція                                             |
| Особливості                                  | реальний обсяг вільної пам'яті може залежати від початкових конфігурацій телефону; ліхтарик; шляхом перепрошивання перетворюється в модель W800i (апаратно ідентичний) |

## Можливість прошивання
Спочатку програмне забезпечення телефону містило в собі помилки, які планувалося виправляти шляхом випуску оновлень для телефону за допомогою SonyEricsson Update Service. Процес прошивання був достатньо простий — було необхідно наступне:
- USB-кабель DCU-60 (додавався до телефону)
- додаток SEUS (завантажувати на сайті виробника)[5]
- Підключення до інтернету (необхідно для завантаження прошивки з сайту)

після чого, слідуючи інструкціям програми, програмне забезпечення телефону оновлювалося до останньої доступної версії.
Незабаром ентузіастами був знайдений спосіб отримати доступ до внутрішньої файлової системі телефонів SonyEricsson, завдяки чому на численних фан-сайтах стали з'являтися модифіковані прошивки, що змінюють або доповнюють початковий функціонал. Зміні піддається оформлення телефону, зняття обмежень для непідписаних Java-додатків, розміри і накреслення шрифтів, видалення невживаних користувачем додатків, і багато іншого.

## Програмне забезпечення для роботи з телефоном
Для роботи з телефоном існує різноманітне програмне забезпечення, яке дозволяє редагувати телефонну книгу та календар телефону, переглядати і відправляти SMS на комп'ютері, програми для створення своїх тем оформлення.

## Схожі моделі
- Sony Ericsson W810
- Sony Ericsson W800i
- Sony Ericsson K700i
- Sony Ericsson D750i
- Nokia 6230i
- Sony Ericsson W700i